# Мартін Генер
Мартін Генер  (нім. Martin Häner, 27 серпня 1988) — німецький хокеїст на траві, олімпійський чемпіон.

## Виступи на Олімпіадах
| Олімпіада   | Дисципліна     | Місце |
| ----------- | -------------- | ----- |
| Лондон 2012 | хокей на траві | 1     |
| Ріо 2016    | хокей на траві | 3     |
| Токіо 2020  | хокей на траві | 4     |